# Pygoscelis taeniata
Pygoscelis taeniata (лат.) — вид птиц из рода антарктических пингвинов (Pygoscelis) семейства пингвиновых. Выделен из вида субантарктический пингвин, который, по последним исследованиям, должен быть разделён и преобразован в комплекс из четырёх видов.

## Распространение
В ареал входят субантарктические воды, известно гнездование на островах Принца Эдуарда, Мариона, Крозе, Херд и Маккуори. Популяция на острове Кергелен предварительно отнесена к описываемому виду, но может оказаться обособленной.
Выявленные отличия от субантарктических пингвинов генетические.